# Makarov
Makarov (russisk: Макаров) er en russisk spillefilm fra 1993 af Vladimir Khotinenko.

## Medvirkende
- Sergej Makovetskij som Aleksandr Sergejevitj Makarov
- Jelena Majorova som Natasja
- Irina Metlitskaja som Margo
- Vladimir Ilin som Vasja
- Sergej Parsjin